# ゲルセミウム属
ゲルセミウム属（ゲルセミウムぞく、学名: Gelsemium）はゲルセミウム科の属のひとつ。常緑つる性木本からなる。

## 形態・生態
葉は対生する。
筒状の花をつける。

## 分布
東南アジア原産の1種と北米南部原産の2種がある。

## 人間との関わり
園芸用に栽培されるものがある。
有毒植物として知られる。

## 下位分類
ゲルセミウム・エレガンス（冶葛：ヤカツ） Gelsemium elegans
胡蔓藤（コマントウ）ともいう。ベトナムなど東南アジアから中国南部の原産で、古くから猛毒で知られ、葉を3枚食べれば確実に死ぬ、などといわれている。漢方では根（鉤吻：コウフン）を外用薬として使ったこともあり、正倉院宝物のひとつである冶葛壷の中に少量が現存しているが、記録によれば当初に収めら冶葛は14 kg 程であったが、その後にかなり持ち出された形跡があるという。
ランキンジャスミン Gelsemium rankinii
アメリカ南東部原産。
カロライナジャスミン（イエロージャスミン） Gelsemium sempervirens
アメリカの南東部カロライナ付近から中米グアテマラにかけての原産で、ラッパ形の黄色い花を多数つけ、美しい（わずかに香りもある）ので、よく栽培される。

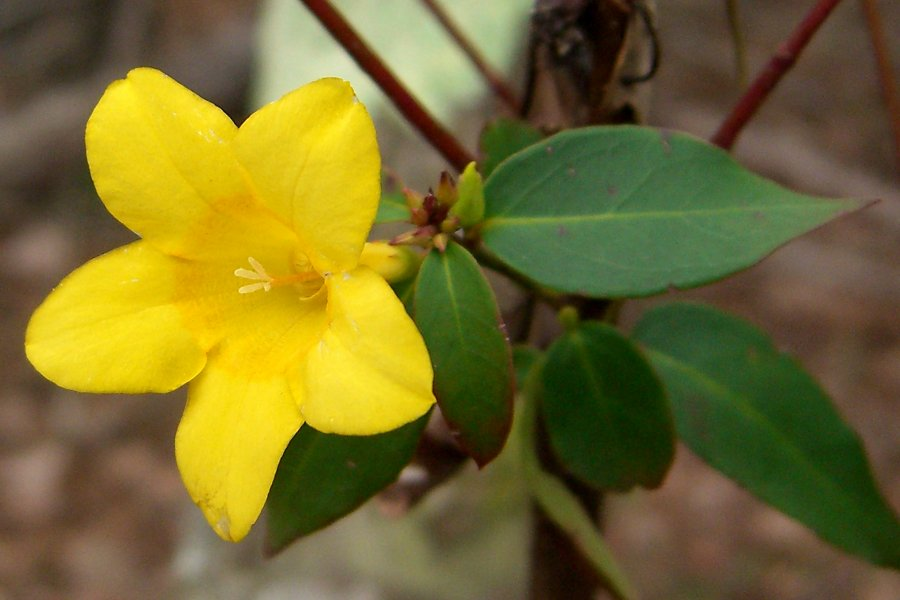
ランキンジャスミン（英語版）
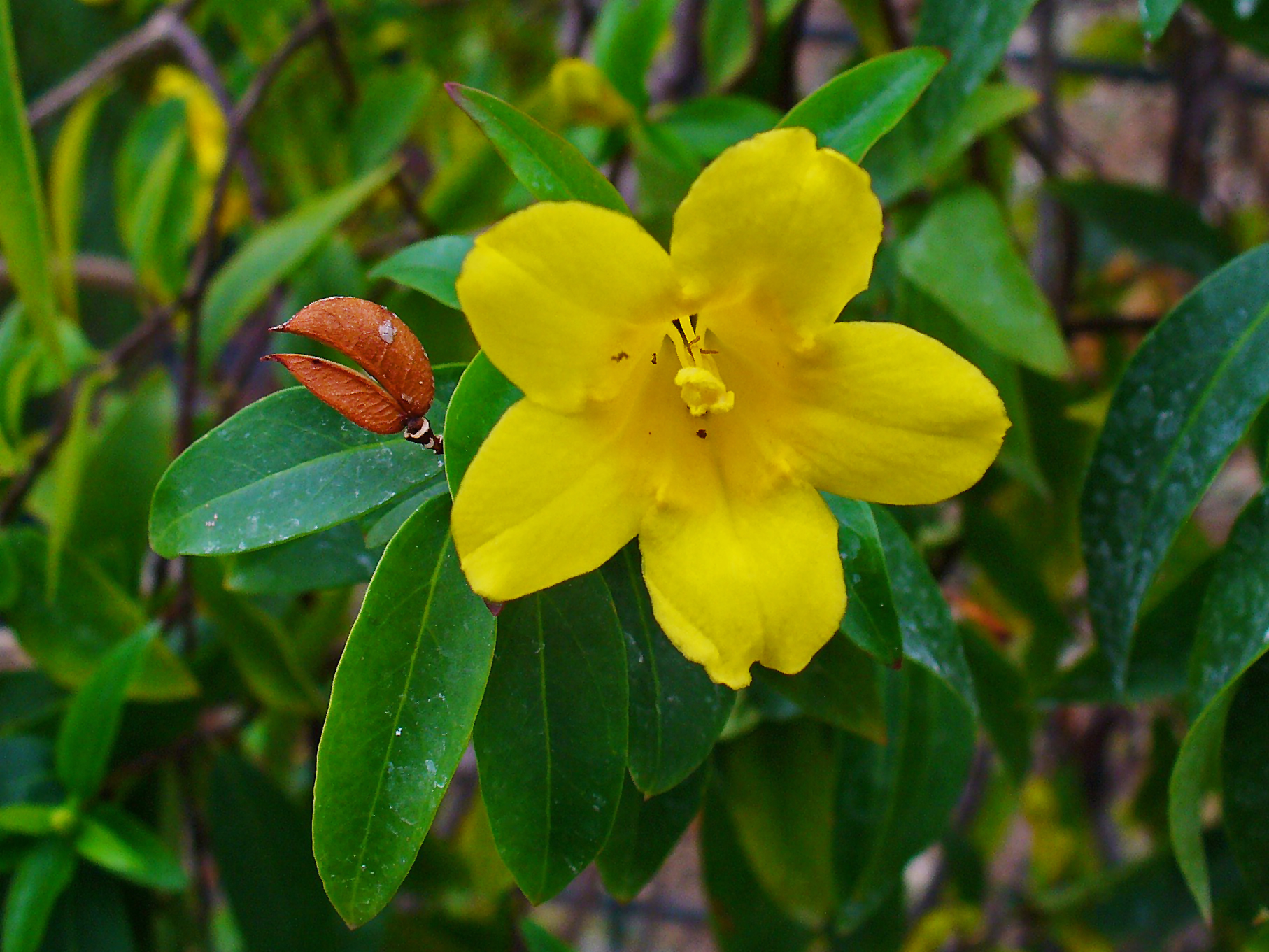
カロライナジャスミン

## 注と出典
1. ↑  Gelsemium Juss.  Tropicos
2. 1 2 3  植松黎『毒草を食べてみた』文藝春秋、2000年、214-221頁。ISBN 4166600990。
3. ↑  正倉院. “冶葛壷（やかつのつぼ）”.  宮内庁. 2017年11月8日閲覧。